# Mas Bonet (Girona)
El Mas Bonet és un edifici de Girona que forma part de l'Inventari del Patrimoni Arquitectònic de Catalunya.

## Descripció
És un edifici de planta rectangular, de planta baixa i dos pisos, teulat a dues aigües asimètric i carener perpendicular a la façana principal. Façana modificada que conserva encara finestres treballades d'arc arrodonit, de modillons i d'arquet amb motiu floral. S'ha remolinat la façana principal i s'han deixat les cantonades a pedra vista. Al costat dret s'hi ha afegit una construcció actual que n'altera la visió. Es troba en mal estat de conservació.